# 타임스 스퀘어
타임스 스퀘어(영어: Times Square)는 미국 뉴욕 미드타운 맨해튼에 있는 유명한 상업적 교차로로, 웨스트 42번가와 웨스트 7번가가 합쳐져 만난 세븐스 에비뉴(Seventh Avenue)와 브로드웨이가 교차하는 일대를 말한다. 타임 스퀘어는 브로드웨이의 극장가가 환하게 빛나는 중심지이고, 세계에서 가장 붐비는 보행자용 교차로 중 한 곳이며, 세계 엔터테인먼트 산업의 중심지로 "세계의 교차로", "우주의 중심", "불야성의 거리"라는 별명으로도 잘 알려져 있다. Travel + Leisure의 2011년 10월 조사에 따르면 세계의 관광객들이 가장 많이 방문한 명소로, 면적은 무려 서울 광화문광장의 10배에 달할정도로 넓고, 매년 3,900만 명 이상의 관광객이 온다고한다. 타임 스퀘어는 매일 약 300만 명 이상의 사람들이 지나가는데, 대부분 관광객이거나 뉴욕 지역에서 업무를 보는 사람들이다.
예전에는 롱에이커 스퀘어(Longacre Square)였던 장소였는데, 1904년 4월  《뉴욕 타임스》의 본사가 이쪽으로 이동하면서 타임 스퀘어라고 부르게 되었다. 그 때 이후로 건물 주소를 따라서 원 타임스 스퀘어라고 불리는 뉴욕 타임스의 사옥은, 새해가 될 때마다 볼 드랍 행사가 열린다.

## 역사
19세기 말 타임스 스퀘어는 말 거래업자, 마구간, 마차 등으로 붐비던 곳이었는데, 1899년 오스카 헤머슈타인이 이곳에 최초로 극장을 세우면서 브로드웨이공연문화가 시작되었다. 타임스 스퀘어와 인근 지역은 공연장, 극장, 상점, 뉴스 가판대, 술집, 음식점 등이 집중되어 미국에서 가장 번화하고 분주한 번화가가 되었다.
타임스 스퀘어가 지금에 모습을 갖추기 이전인 1970년대와 1980년대는 범죄 소굴이었으며, 성인영화관, 성인용품 상점, 스트립스 공연장이 즐비하던 곳이었다. 하지만 뉴욕주와 시 당국은 재개발을 추진하였고, 오늘날 같이 많은 새로운 공연장, 호텔, 음식점, 대규모 상점들이 들어서면서 재정비되었다.
뉴욕주와 정부는 타임스 스퀘어 재개발 계획은 1982년에 처음으로 수립이 되었다. 극장밀집지역을 제외하고 평지처럼 깨끗이 정리한 다음에 4개의 초고층건물, 대형시장, 호텔을 신축할 계획이었다. 이 계획은 정치인이나 건설회사에게는 환영이 되었지만, 뉴욕시민들에겐 부정적인 입장이었다.  결국 비판자들과 정치인, 건설회사와 논란이 일어나게 되고, 법정 공방으로 이어지게되었다. 그리고 1990년 마침내 뉴욕주 정부는 44개의 법원 소송에서 승소함으로써 본격적인 재개발에 돌입하게 되었다. 1993년 재개발계획이 확정되었고, 1995년에 1,140만 달러를 투입해 청소년 전용극장인 뉴 빅토리 극장이 개장했다. 이 청소년 극장이 개장함으로써 150개 이상인 성인용품 가게는 자연스럽게 문을 닫게 되었다.
타임스 스퀘어 재개발 계획은 건축가 로버트 스턴, 청소년 극장의 소유주인 월트 디즈니사 (社)에 공이 컸다. 이로 인해 디즈니를 필두로 건전한 업체의 입주가 쇄도하는 결과를 보였다.

## 관광
타임스 스퀘어는 세계에서 가장 유명한 관광지들 중 하나로, 매일 36만명에 달하는 관광객들이 타임스 스퀘어를 방문하고, 매년 기준으로 환산할 시 1억 3천1백만 명이 이 곳을 다녀간다. 라스베이거스를 제외하면 세계에서 가장 사람들이 많이 찾는 관광명소이기도 하며, 이렇게 거대한 인구 유동성으로 인하여 엔터테인먼트와 호텔 사업에서 매년 50억 달러에 달하는 수입을 창출하고 있다. 

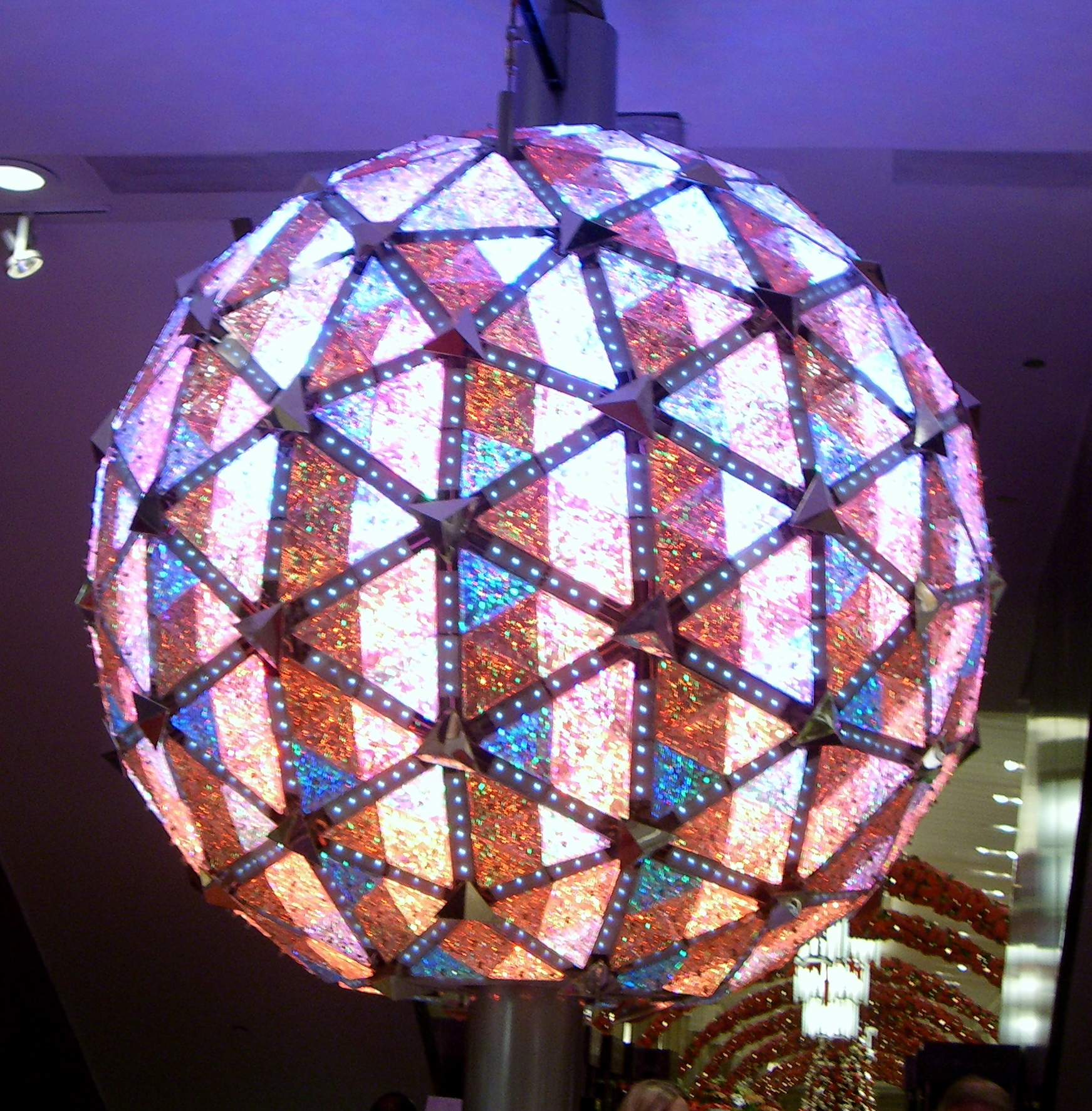
2008년의 볼드랍 행사

### 신년 행사
타임스 스퀘어에서는 매년 12월 말 ‘볼 드랍(Ball Drop)’ 행사가 개최된다. 이 행사에는 약 100만 명에 달하는 관광객들이 참여하기 위해 타임스 스퀘어를 방문하며, 이는 평소 관광객 수의 약 두 배에 해당하는 규모이다. 특히 1999년 12월 31일, 1900년대 마지막 연말 행사에는 약 200만 명의 관광객이 이곳을 찾은 것으로 추정된다. 이로 인해 6번가에서 8번가, 브로드웨이에서 세븐스 애비뉴에 이르는 거의 모든 거리가 인파로 가득 찼으며, 이는 1945년 제2차 세계대전 종전을 기념하기 위해 모인 인원 수를 능가하는 기록이다.
현재 볼 드랍 행사는 1907년 12월 31일 처음 시작되었으며, 그 이후로 타임스 스퀘어에서 뉴욕 주최 신년 기념 행사가 정기적으로 열리고 있다. 12월 31일 밤, LED로 화려하게 장식된 공이 새해 1월 1일 0시에 맞추어 빌딩 꼭대기에서 아래로 내려오는 것이 볼 드랍의 핵심이다. 원래 1904년부터 1906년까지는 빌딩 꼭대기에서 화려한 불꽃놀이가 함께 펼쳐졌으나, 화재 위험으로 인해 이후 사라졌다. 제2차 세계대전 당시에는 공습 우려로 밤에 밝은 조명을 켜는 것이 금지되어, 교회의 종소리가 볼 드랍 행사를 대신하기도 하였다.
2018년까지 다국적 전자 기업인 도시바가 메인 스폰서로 참여하였으며, 2019년에는 캐피털 원, 2020년에는 폭스바겐을 거쳐 2021년부터는 다국적 자동차 브랜드인 KIA가 이 행사의 메인 스폰서로 참여하고 있다.

## 사진

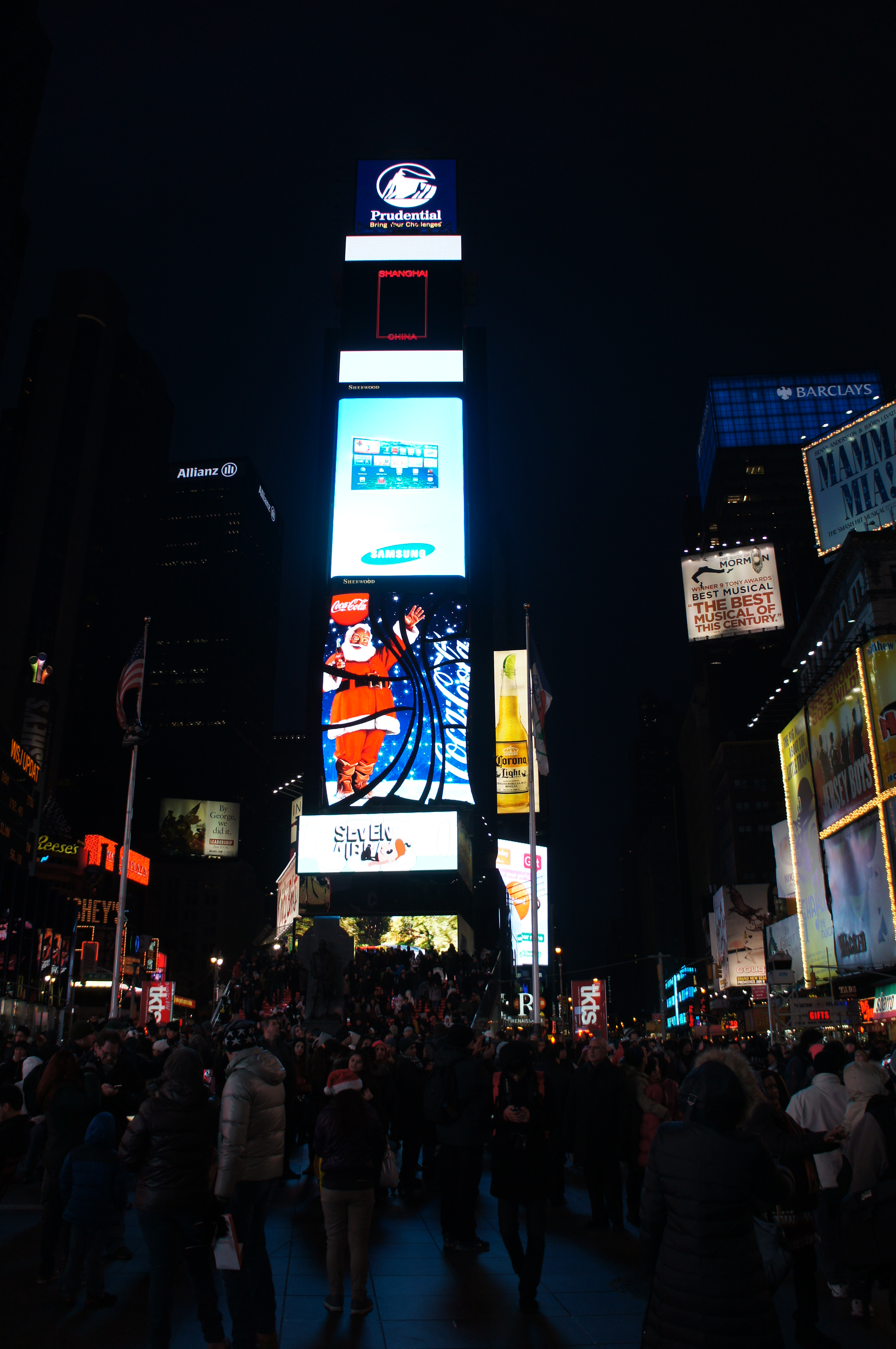
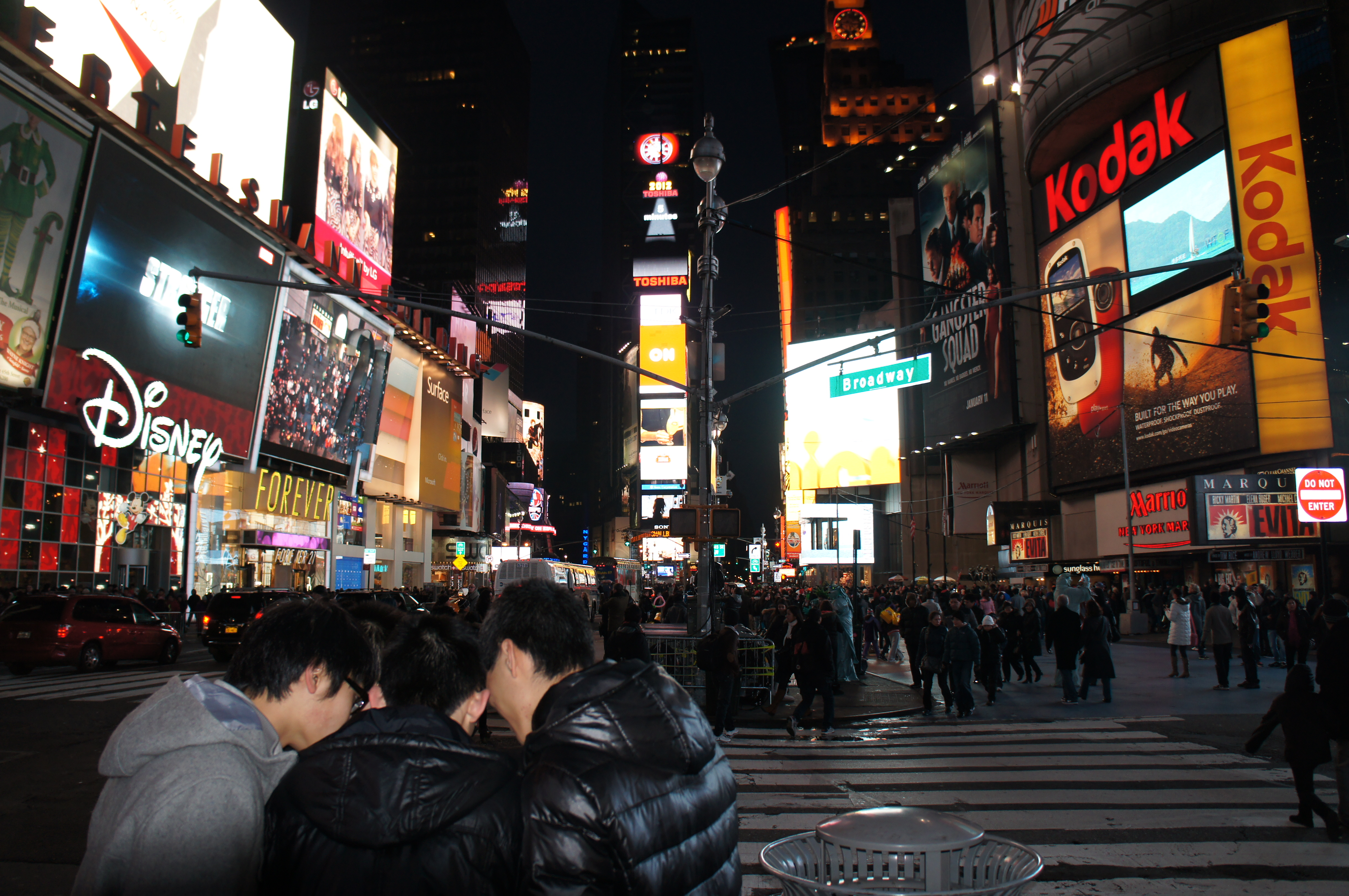
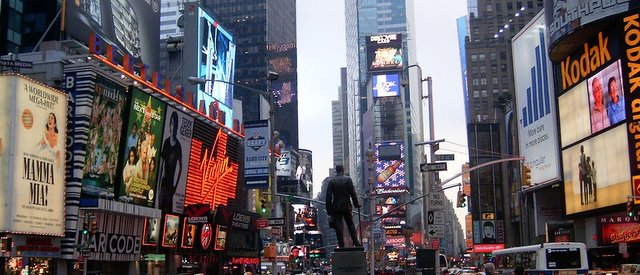
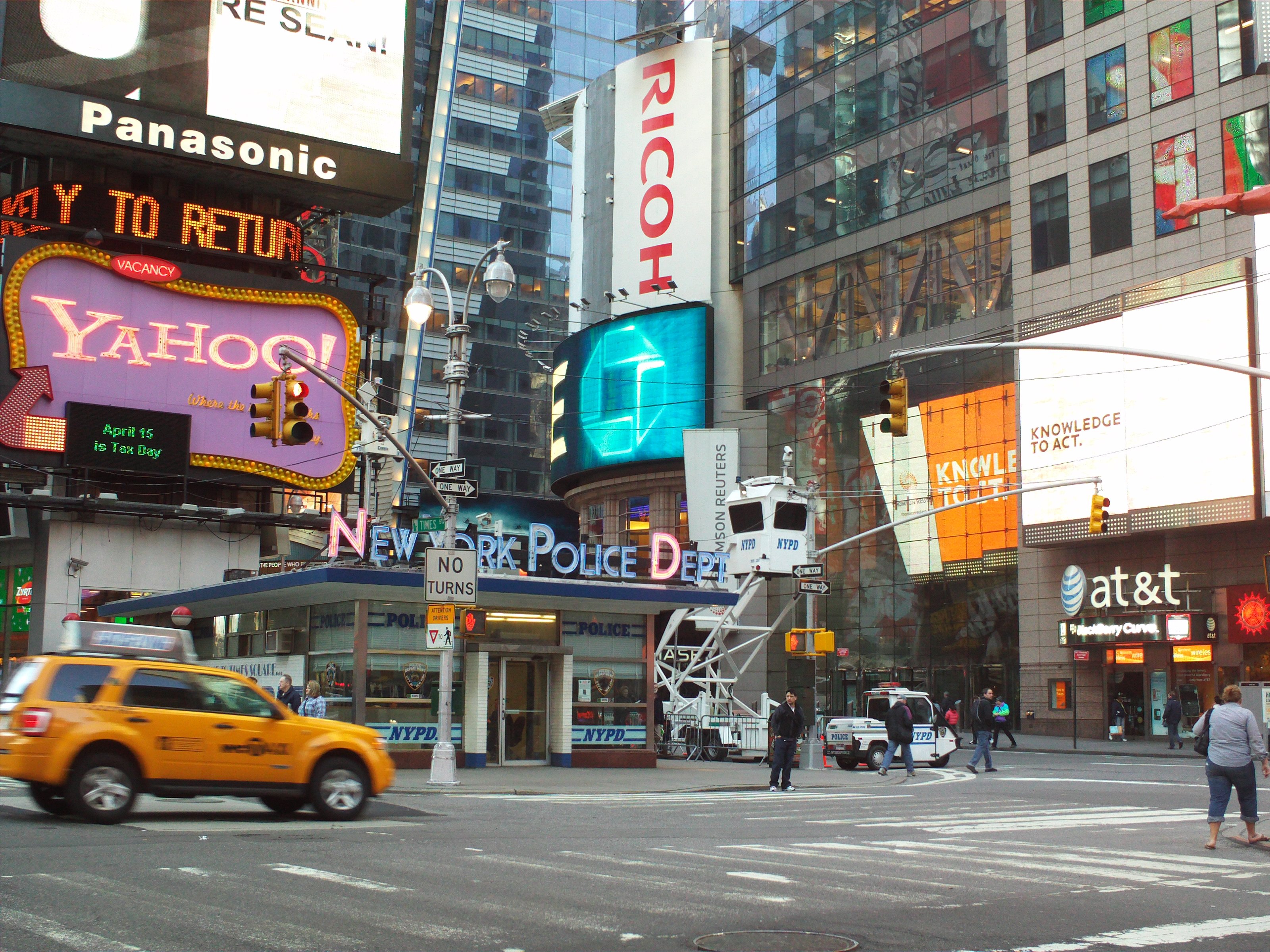

## 같이 보기
- 더피 광장
- 네이키드 카우보이
- 링컨 하이웨이
- 뉴욕의 관광